# ماركوس فاينتسيرل
ماركوس فاينتسيرل (بالألمانية: Markus Weinzierl) (مواليد 28 ديسمبر 1974) هو لاعب كرة قدم ألماني سابق ، وحاليًا مدرب فريق شالكه 04 الألماني. 

## روابط خارجية
- ماركوس فاينتسيرل على موقع قاعدة بيانات كرة القدم.إي يو (الإنجليزية)
- ماركوس فاينتسيرل على موقع بيانات كرة القدم. دي إي (الألمانية)
- ماركوس فاينتسيرل على موقع عالم كرة القدم.نت (الإنجليزية)